# Diff'rent Strokes
Diff'rent Strokes (bra: Branco & Negro / Minha Família é uma Bagunça / Arnold; prt: Arnold) é uma sitcom norte-americana que foi exibida de 1978 a 1985 no canal NBC, e de 1985 a 1986 no canal ABC. Desde março de 2022, a série é exibida no Brasil gratuitamente na Pluto TV dentro da plataforma de streaming em formato de canal de televisão ou através vídeo sob demanda.No Brasil, foi exibida na Nickelodeon entre 2006 e 2007, e no SBT durante a década de 2010, de segunda a sexta às 13h, somente para a Grande São Paulo e praças sem programação local, e às 18h15, de segunda a sexta, em rede para todo o Brasil.

## Enredo
Esta comédia é estrelada por Gary Coleman como Arnold Jackson e Todd Bridges como o seu irmão mais velho, Willis Jackson. Eles são duas crianças negras de uma região pobre no Harlem cuja mãe falecida trabalhou previamente para um viúvo rico branco, Phillip Drummond (Conrad Bain), que acabou por adotá-los. Eles vão morar em um apartamento em uma cobertura localizada na Park Avenue com Drummond, com sua filha Kimberly (Dana Plato), e sua empregada que no momento era Edna Garett (Charlotte Rae). Uns dos temas  abordados na série são: Preconceito racial, adoção, Porte de drogas,xenofobia, anorexia e abuso sexual.

## Elenco e dubladores brasileiros
Estúdio: Herbert Richers, Rio de Janeiro

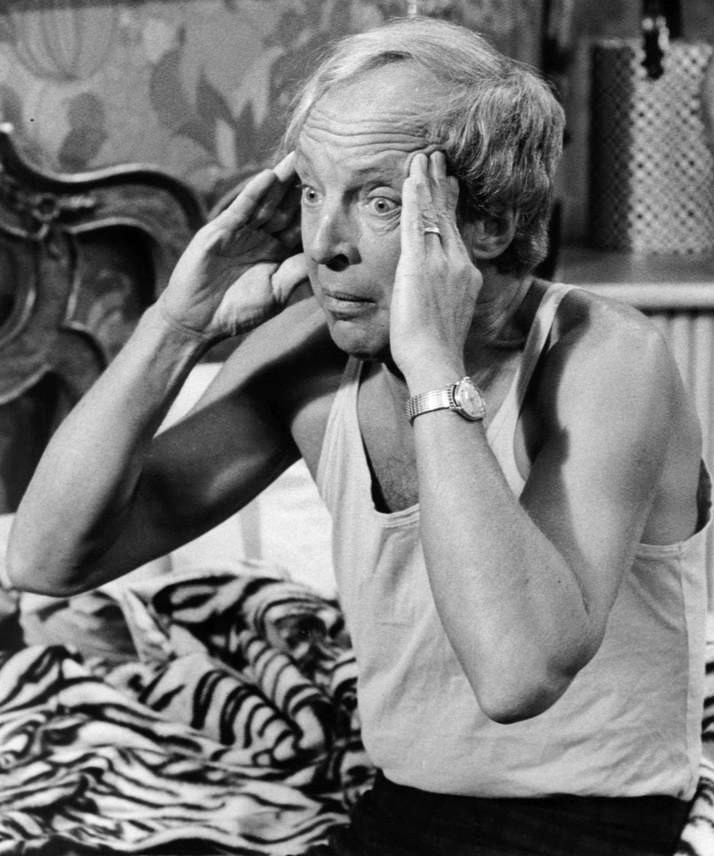
Conrad Bain interpretou Phillip Drummond

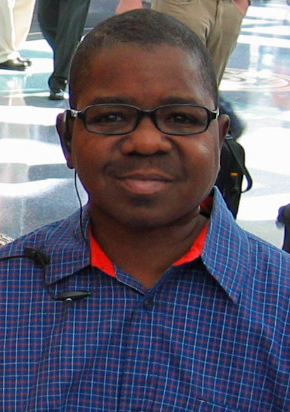
Gary Coleman interpretou Arnold

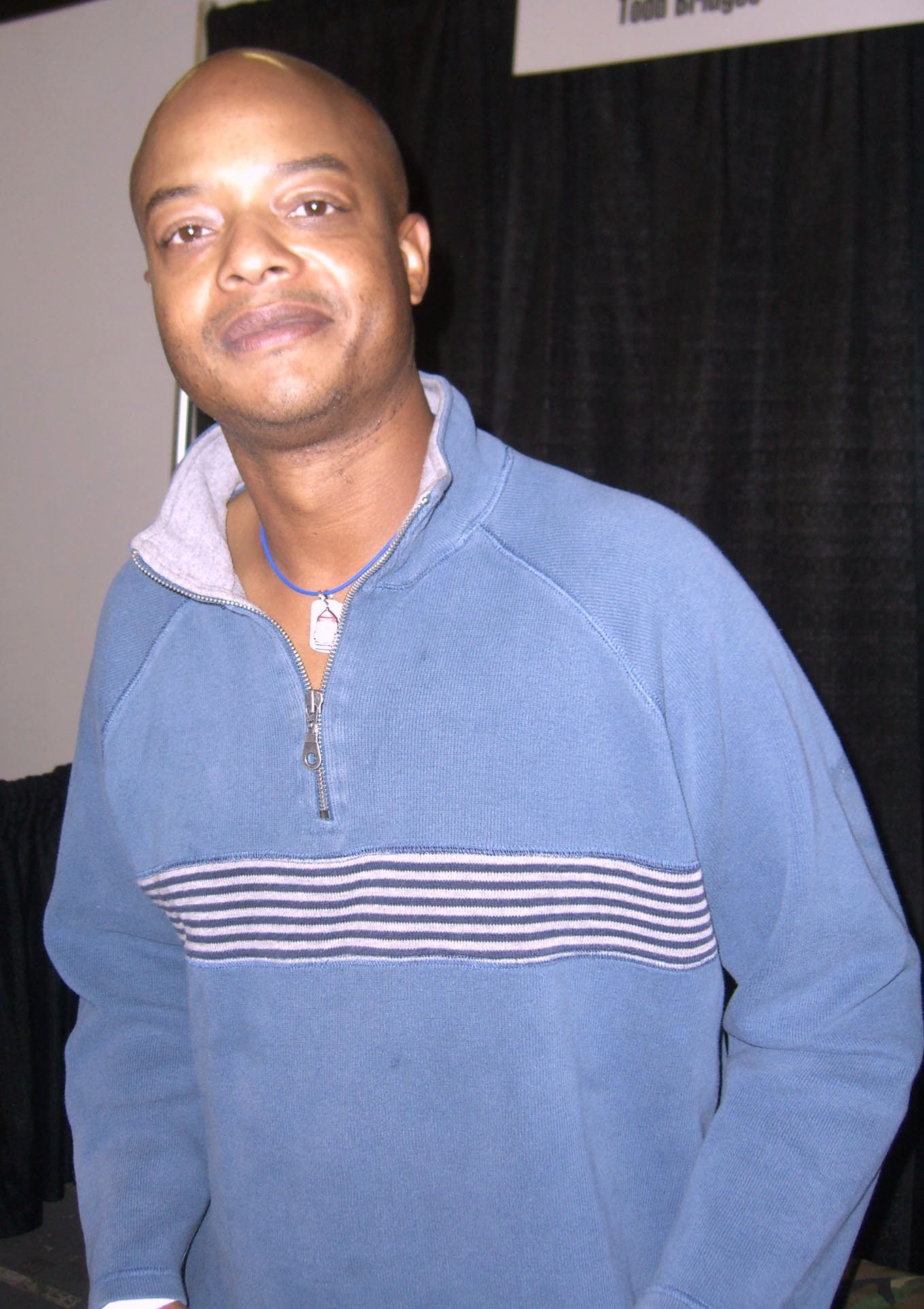
Todd Bridges interpretou Willis

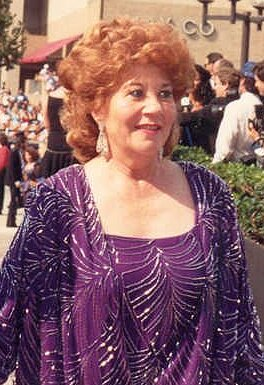
Charlotte Rae interpretou Edna Garrett

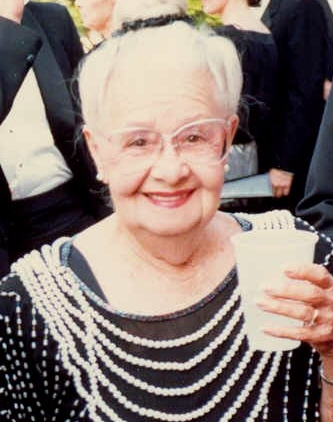
Nedra Volz interpretou Adelaide

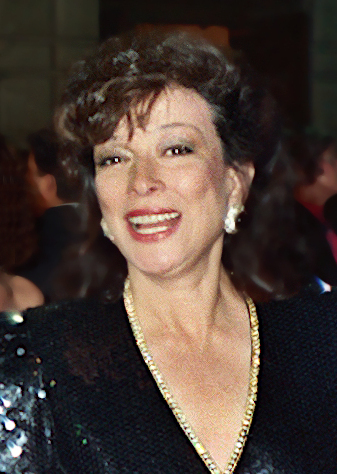
Dixie Carter interpretou Maggie na 1ªversão

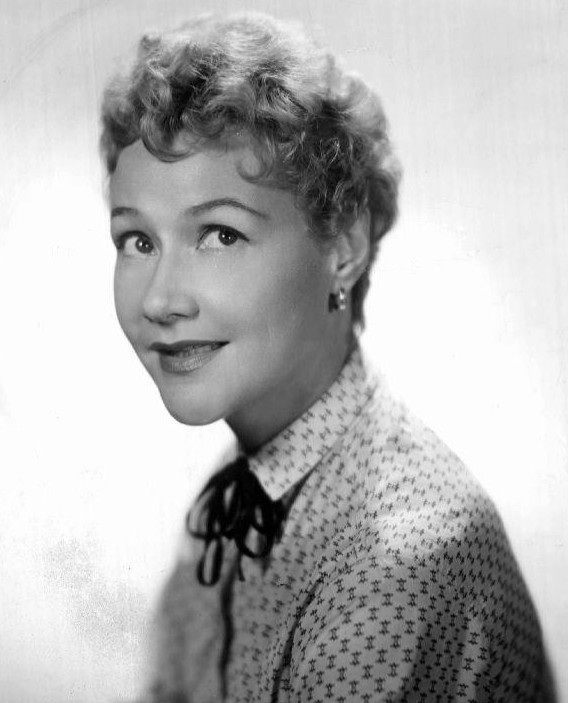
Dody Goodman interpretou Sophia

### Principais
- Phillip Drummond interpretado por Conrad Bain e dublado por Reinaldo Pimenta
- Arnold Jackson interpretado por Gary Coleman e dublado por Jéssica Marina
- Willis Jackson interpretado por Todd Bridges e dublado por Charles Emmanuel
- Kimberly Drumond interpretada por Dana Plato e dublada por Erika Menezes
- Edna Garrett interpretada por Charlotte Rae e dublada por Marize Motta
- Adelaide Brubaker interpretada por Nedra Volz e dublada por Jane Kelly
- Pearl Gallagher interpretada por Mary Jo Catlett e dublada por Rita Lopes
- Maggie McKinney Drummond #1 interpretada por Dixie Carter e dublada por Telma da Costa
- Maggie McKinney Drummond #2 interpretada por Mary Ann Mobley e dublada por Christiane Louise

### Secundários
- Charlene DuPrey interpretada por Janet Jackson e dublada por Ana Paula Martins
- Sophia Drummond interpretada por Dody Goodman e dublada por Vânia Alexandre
- Miss Chung interpretada por Rosalind Chao e dublada por Guilene Conte
- Dudley Ramsey interpretado por Shavar Ross e dublado por Fabricio Vila Verde
- Lisa Hayes interpretada por Nikki Swasey e dublada por Ana Rita Cequeira
- Tootie Ramsey interpretado por Kim Fields e dublado por Adriana Torres / Hannah Butel

### Participações Especiais
- Larry Alder interpretado por McLean Stevenson e dublado por Luiz Carlos Persy
- Morgan Winslow interpretada por Joanna Gleason e dublada por Rita Lopes
- Ruthie Alder interpretada por Kim Richards e dublada por Flávia Saddy
- Diane Alder interpretada por Krista Errickson e dublada por Mariana Torres
- Rebecca Conway interpretada por Wendy Fulton
- Wes McKinney interpretado por Hoyt Axton
- Larry interpretado por Andrew Dice Clay e dublado por Fred Mascarenhas
- Muhammad Ali interpretado por ele mesmo e dublado por Marcos Souza
- Nancy Reagan interpretada por ela mesmo

### Coadjuvantes
Fora da casa Drummond, havia um grande número de personagens coadjuvantes visto ao longo dos anos. A irmã de Phillip era Sophia (Dody Goodman) e regularmente foi vista na 4º Temporada, jogando o matchmaker para seu irmão na esperança de conseguir que Phillip se casasse novamente. Nenhuma das mulheres que ela arrumou para ele durou. Dudley Ramsey (Shavar Ross) mostrou-se como novo melhor amigo de Arnold esse ano (apesar de que Dudley fei primeira aparição foi no episódio "The Teacher's Pet", na 2ª temporada), com quem compartilhou muitos momentos de uma infância memorável. Algumas dessas histórias eram importantes ou graves no âmbito de "episódios muitos especiais", que popularizou Diff'rent Strokes. Ted Ramsey (Le Tari) foi pai adotivo de Dudley, que apareceu ocasionalmente.
Na  4º Temporada, Charlene DuPrey (Janet Jackson) "ficou firme" com Willis. Enquanto ela era apenas um membro do elenco regular na 4º Temporada, Janet Jackson continuou a fazer aparições especiais até o final da 6º Temporada, quando Charlene e Willis decidiram terminar.
Outros colegas e amigos de Arnold foram vistos ao longo do tempo, como Robbie Jason (Steven Mond) e Lisa Hayes (Nikki Swasey), que não era doce com Arnold. a Srta. Chung (Rosalind Chao) foi professora Arnold por um ano. No outono de 1985, quando a série se mudou para a ABC, Arnold, Dudley e Lisa entraram em outro colégio, onde ganhou um novo amigo de Charlie (Jason Hervey).

## Temporadas

### Temporadas 1-6
Houve três empregadas durante a execução do programa: Edna Garret (Charlotte Rae), Adelaide Brubaker (Nedra Volz) e Pearl Gallagher (Mary Jo Catlett). Eles viviam na Park Avenue, em Nova York. Arnold Jackson (Gary Coleman) popularizou o bordão "Que papo é esse Willis ?" 
Na 1 ª Temporada, Charlotte Rae apareceu em cada episódio como Edna Garrett, mas ela se afastou parcialmente para mostrar através da segunda temporada a estreia de seu spin-off, The Facts of Life. Depois da partida de Charlotte Rae, Nedra Volz assumiu como a governanta, Adelaide Brubaker. Embora ela não fizesse parte do elenco oficial da 2º Temporada, e nem aparecesse na abertura do seriado,Nedra Volz apareceu várias vezes.
Na 5 ª temporada, Mary Jo Catlett interpreta Pearl Gallagher, a última das três empregadas domésticas, e se juntou ao elenco da série, aparecendo na abertura. Mary Jo Catlett apareceu em quase todos os episódios até a temporada . No meio da 6º Temporada, Dana Plato ficou grávida e contatou os produtores do show para incluir a sua gravidez. Inicialmente, eles concordaram em adicioná-lo, mas depois mudaram de ideia, resultando em sua expulsão da série. Dana Plato, foi escrita fora do enredo com a explicação de que ela se mudou para Paris para estudar no exterior por um par de anos. Dana Plato não aparece como uma personagem da série regular, nas duas últimas temporadas da série, mas ela fez aparições ocasionais. Ao mesmo tempo, a audiência começou a cair, assim que novos personagens foram adicionados para abrir storylines futuros. Dixie Carter e Danny Cooksey. Eles interpretavam uma mulher que recentemente haiva se divorciado. Ela era instrutora de aeróbica na televisão. Margaret "Maggie" McKinney, e seu filho, Sam McKinney. Os McKinney fizeram sua estreia em fevereiro de 1984, durante um especial de duas partes (Episódio "Hooray for Hollywood": A família de Drummond vai à Hollywood atrás da Maggie. Philip e Maggie desenvolvem interesse em si. Procurando uma nova vida, bem como um novo amor, Maggie, com Sam no "reboque", chegou em casa com o Drummond, e começou um caso com Philip. Na semana seguinte, no final da sexta temporada, Phillip e Maggie estava casados. No episódio do casamento, foram convidados os atores que anteriormente haviam participado da série:Charlotte Rae, Dody Goodman e Nedra Volz aparecem no casamento.

### Temporada 7
Na 7º Temporada, Dixie Carter e Danny Cooksey foram adicionados aos créditos de abertura (com Carter recebendo especial "E Dixie Carter como Maggie"), E novas ideias foram exploradas nas histórias, com os espectadores agora vendo como Phillip era um marido feliz no casamento. Além disso, uma vez que houve um novo garoto novo na casa, Sam, Arnold já tinha o seu próprio pequeno ajudante. As classificações, infelizmente, não tiveram tanto quanto a NBC esperava. Dixie Carter saiu da série no final da 7º Temporada.

### Temporada 8
Na primavera de 1985, a NBC cancelou a série, devido à baixa audiência. No entanto, Diff´rent Strokes recebeu uma suspensão da execução, com a ABC pegando a série para produzir uma 8º Temporada. No que acabou por ser a última temporada, Mary Ann Mobley substituiu Dixie Carter como a nova Maggie McKinney Drummond, a ABC exibiu o show nas noites de sexta-feira. A ABC cancelou a série após 19 episódios, e seu último episódio foi exibido em 7 de março. O show voltou à programação da ABC, em junho, para dois meses de reprises de verão, que terminou em 30 de agosto de 1986.

### Spin-off e crossovers
Como resultado do sucesso da noite para o dia de Diff'rent Strokes, a NBC teve uma empobrecida e encomendou outro novo seriado à Tandem Productions para por em sua programação. Seu nome: Hello, Larry, que havia uma conexão com Diff'rent Strokes através de um episódio crossover de uma hora. Neste episódio especial de uma hora ( "A Viagem", exibido em 30 de março de 1979), foi explicado que Phillip Drummond tinha um amigo e ex-companheiro de exército Larry Alder (McLean Stevenson), em Portland, Oregon. Ele era apresentador de rádio que era o personagem-título em Hello, Larry. O episódio centrado em torno de Phillip e sua família, voando para Portland para visitar Larry e seus filhos, especialmente para que os dois homens poderiam relembrar dos velhos tempos. Phillip acaba de comprar a estação de rádio que Larry trabalha, a fim de evitar uma gestão conturbada de cortar show de Larry. Todos os personagens principais em Hello, Larry apareceram neste episódio, e alguns de seus escritores e produtores contribuíram para a história do crossover. Os amigos e os colegas de rádio Larry iriam passar a aparecer em mais dois episódios crossover especiais de uma hora com Diff'rent Strokes: "A grande Rixa" (exibido 26 de outubro de 1979) e "Traição de ação de graças"(exibido em 9 de janeiro de 1980). Feito o que parecia uma maneira infalível de gerar resultados grandes de audiência para Hello, Larry, os crossovers entre as duas séries fizeram pouco para garantir o sucesso a longo prazo, após duas temporadas, Hello, Larry foi cancelado. Diff'rent Strokes também já fez um crossover com a série Silver Spoons. 
A sitcom "The Facts of Life" (1979-1988) é um spin-off de Diff'rent Strokes, envolvendo ex-empregada dos Drummond, a Sra. Garrett, como agovernanta de um dormitório de uma escola de garotas privado, East Lake Academy. A série foi introduzida no primeiro episódio da 2ª temporada  de Diff'rent Strokes "The School Girls". Havia um número de alterações feitas para a série real, incluindo o nome da escola, que se tornou Academia Eastland  e Kimberly (destaque no "The School Girls", como um aluna) não apareceu no spin-off. Além disso, Charlotte Rae foi teve a garantia de que ela poderia voltar a Diff'rent Strokes, se a nova série falhasse. Quando The Facts of Life provou ser um sucesso, um número de seus personagens fizeram aparições em Diff'rent Strokes.

### Posição no Ranking
Diff'rent Strokes esteve nas seguintes posições do ranking de seriados mais assistidos da televisão norte-americana:
- 1978–1979 (1ª Temporada): 27º de 85 seriados
- 1979–1980 (2ª Temporada): 26º de 85 seriados
- 1980–1981 (3ª Temporada): 17º de 85 seriados
- 1981–1982 (4ª Temporada): 36º de 85 seriados
- 1982–1983 (5ª Temporada): 32º de 85 seriados
- 1983-1984 (6ª Temporada): 40º de 85 seriados
- 1984–1985 (7ª Temporada): 43º de 85 seriados
- 1985–1986 (8ª Temporada): 75º de 85 seriados

## Problemas do elenco após o Show
Três das crianças protagonistas do sitcom acabaram tendo problemas após o término da produção

### Dana Plato
Ainda durante a exibição de Diff'rent Strokes, Dana Plato ficou grávida e o roteiro do seriado teve que ser alterado; pois os roteristas acharam que não fariam sentido incluir uma gravidez para sua personagem Kimberly Drummonnd. Plato retorno somente em alguns episódios na última temporada. Dana posou para a Playboy em junho de 1989 por estar com problemas financeiros, logo depois que se divorciou do pai de seu filho, o músico Lanny Lambert.

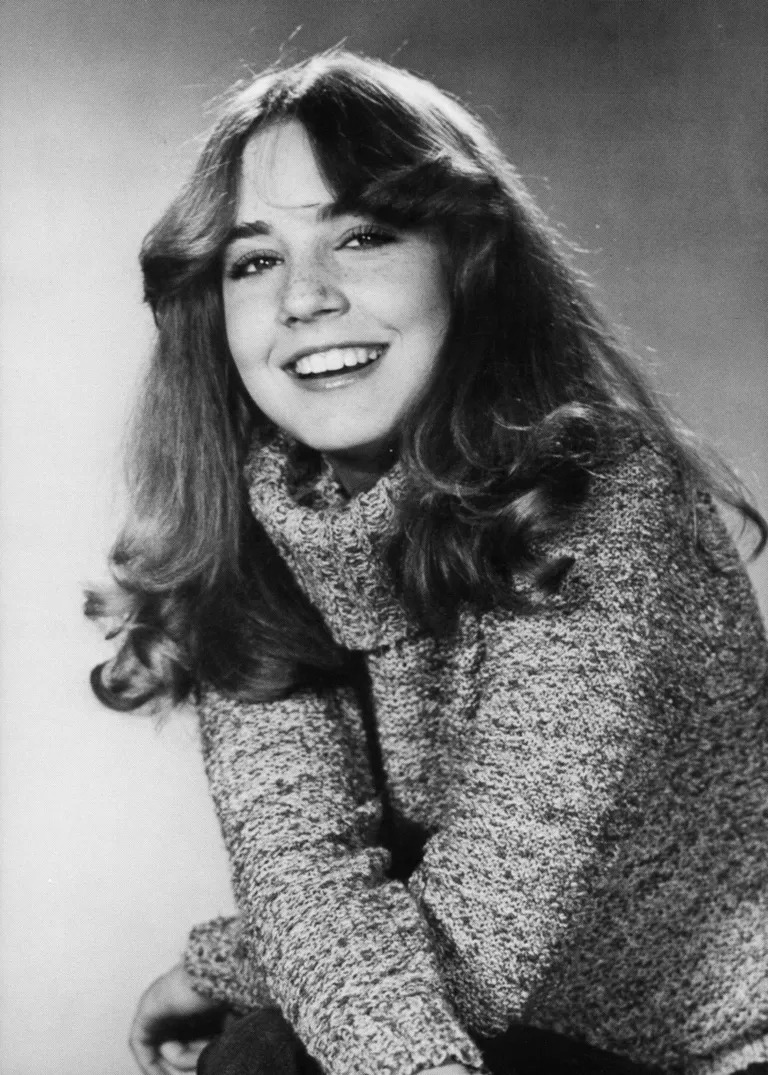
Dana Plato interpretando Kimberly Drummond

 A atriz americana também apareceu em filmes softcore e chegou a protagonizar algumas peças teatrais, o que não foi suficiente para que sua carreira decolasse. Em 1992, Dana também faz parte do elenco do jogo eletrônico Night Trap lançado para Sega CD e em 2018 o jogo foi lançado para Nintendo Switch. Plato aparecia no jogo através do  full motion video, onde ela aparecia em cenas de terror e horror, aonde a ideia era fazer com que jogador assistisse às cenas de câmeras de vigilância da casa e ajude a capturar os monstros operando armadilhas, em um local cheio de jovens com roupas provocantes sendo caçados por criaturas vampíricas.  Ela foi presa duas vezes; em uma das ocasiões foi por conta de assalto à mão armada e outra por falsificar uma prescrição para o remédio Valium que é o princípio ativo do Diazepam.
Em 1999, Dana teve uma overdose de Vicodin que é uma droga da mesma família do Percodan e do Demerol que age bloqueando o percurso da dor das terminações nervosas dos tecidos até a medula espinhal e estimulam a produção de dopamina pelo cérebro. O acontecimento foi considerado como suicídio, pela quantidade de pílulas ingeridas, tanto Gary Coleman como Todd Bridges, que continuaram seus amigos pós a série, não acreditariam que Plato se suicidasse, e  seu noivo na época e empresário de sua carreira, Robert Menchaca, não teria prestado socorro no período pré-morte de Dana.

### Todd Brigdes

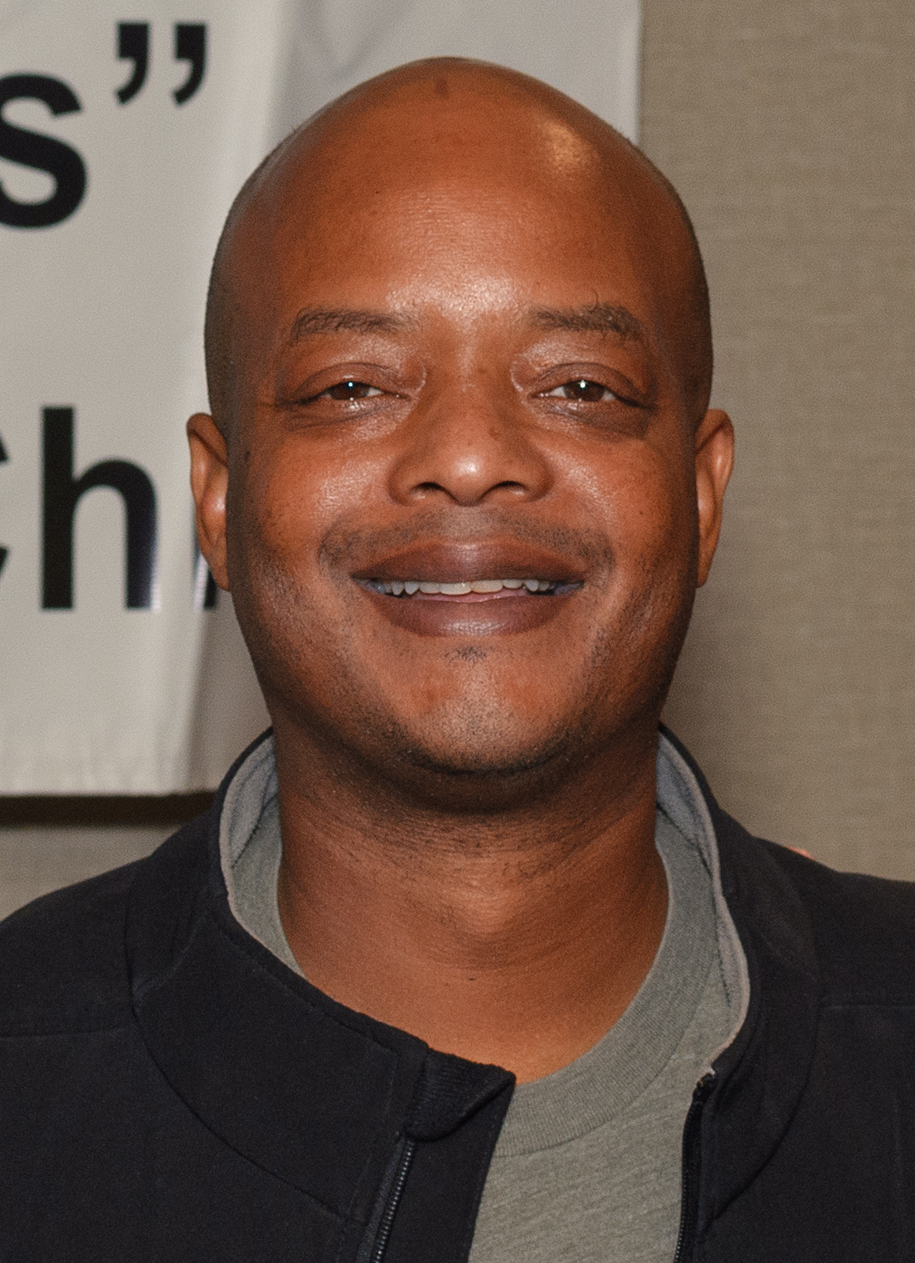
Todd Bridges em 2017

Todd Bridges foi preso em 1994, depois de alegadamente roubar o carro BMW de alguém após uma discussão. Ele também tinha problemas com drogas ilegais há vários anos. Desde então, tem viajado por todo o E.U.A., para discutir os perigos do uso de drogas. Ele também Co-Estrelou como convidado regular em Everybody Hates Chris como Monk, um veterano militar do Vietnã , sobrinho de Doc chefe do Chris na mercearia. Em 2018, Todd se envolveu em uma confusão ao defender seu vizinho e amigo deficiente físico que estava tentando expulsar uma mulher de sua casa.

### Gary Coleman
Em 1989, Gary Coleman processou seus pais e seu ex-empresário por apropriação indevida de sua aposentadoria. No de 1993, o ator foi restituído  no valor de US$ 1,3 milhões na decisão , porém ele declarou falência em 1999. Coleman foi acusado de agressão em 1998, depois ele socou uma mulher que estava em busca de autógrafos. Em 2001, Coleman estava trabalhando como segurança e foi filmado tentando parar um veículo de entrar no shopping. O motorista ridicularizou-o, e lançou a fita para ser difundida em numerosos programas de televisão.

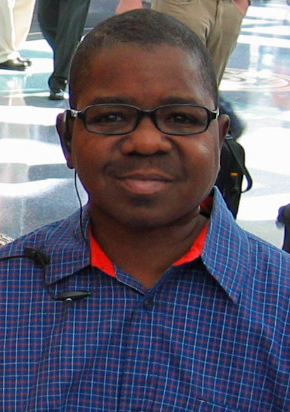
Gary Coleman em 2007

Em 2007, Coleman foi citado por conduta desordeira em Provo, Utah, por ter uma discussão com uma mulher. Em 2010, Coleman foi preso por conta em cumprimento de um mandado anterior, depois de atender a um telefonema denunciando confusão na residência dele. Não relatos do que houve na confusão, porém os registros carcerários do Condado de Utah mostram que Garyfoi detido por acusações relativas a violência doméstica.. Dois depois Gary Coleman sai do presídio em um uma cadeira de rodas, aparentando cansaço, e seguiu direto para uma sessão de diálise, pois o ator frequentava um centro de tratamento três vezes por semana para combater um problema nos rins que tem desde criança. Eles só foi libertado após pagar fiança de 1.725 dólares.
Após cair da escada dentro de casa e bater com a cabeça durante a queda, o ator americano sofreu uma hemorragia cerebral. Sua ex-esposa Shannon Price o encontrou diante de uma poça de sangue.  Gary ficou internado em estado grave no centro médico Utah Valley Regional.
Seguidamente, em razão de complicações em seu estado de saúde, os aparelhos que mantinham Coleman vivo foram desligados. 
No 28 de maio de 2010, aos 42 anos, Gary Coleman faleceu em decorrência de uma hemorragia intracraniana.

## Aparições dos astros da série após o Show

#### The Fresh Prince Of Bel Air
Em 1996, Gary Coleman e Conrad Bain fizeram seu papel em Diff'rent Strokes para o final da série The Fresh Prince of Bel-Air (Um Maluco no Pedaço), episódio intitulado "Eu, Feito Parte 2". Em sua cena, eles fazem referência ao Willis pelo seu nome antes de encontrarem o personagem de Will Smith, levando a Coleman a fazer uma variação do seu slogan, "What'chu talkin 'about, Will?"(Que papo é esse, Will?).

#### Married... with Children
Além disso, em 1994, Coleman apareceu em um episódio de Married... with Children conhecida no Brasil como Um Amor de Família; Gary apareceu interpretando um inspetor de código de construção que Al Bundy chama para relatar uma garagem clandestina. Quando Kelly reconhece, ele nega qualquer ligação com Arnold Jackson, mas expressa o seu slogan para Al, "What'chu talkin 'about, Bundy?"(Que papo é esse, Bundy?).

#### Eu, a Patroa e as Crianças
Gary Coleman também fez uma pequena aparição em dois episódios da série My Wife and Kids (Eu, a Patroa e as Crianças, no Brasil), onde seu nome era mencionado no sonho de Michael Kyle (personagem de Damon Wayans): "Kady será baixinha e bonitinha pra sempre, assim como Gary Coleman" numa outra oportunidade também fez o papel de um entregador de pizza e em outro onde é carregado por Shaquille O'Neal.

#### Todo Mundo Odeia o Chris e Drake Josh
Todd Bridges interpretou Monk em Everybody Hates Chris (no Brasil intitulado de Todo Mundo Odeia o Chris). Monk é um veterano da Guerra do Vietnã e que cuida da loja do seu tio, chamado Doc interpretado por Antonio Fargas. Monk é totalmente paranoico e acredita em teorias da conspiração.
Gary Coleman também é citado no seriado, no episódio em que o protagonista da série ouve e conta piadas. A sua última aparição em seriados foi na série Drake e Josh exibido pelo canal Nickelodeon, no episódio "The Gary Coleman Grill".

## Episódios especiais
Diff'rent Strokes também era conhecido por seus muitos "episódios muito especiais", mais notavelmente um episódio antidrogas ( "O Repórter", na 5ª Temporada) que apresentou então primeira-dama Nancy Reagan,  promovendo a sua campanha "Só diga não" (Just Says No).
Um outro episódio que chamou a atenção foi um em que Gordon Jump interpretou um dono de uma loja de bicicletas que era pedófilo e tentou molestar sexualmente Arnold e Dudley. O episódio foi produzido para chamar a atenção do público sobre o abuso sexual sofrido por crianças - além de seus sinais, também.

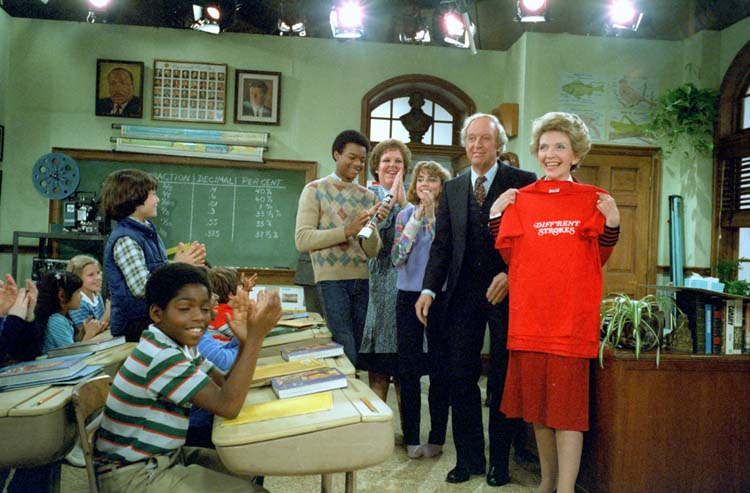
A ex-primeira-dama americana Nancy Reagan em um episódio de Diff'rent Strokes

Além desses dois, houve outros episódios com temáticas polêmicas, como: 
- Arnold e Willis sendo rejeitados pela velha escola de preparação do Drummond porque não satisfaziam os critérios do vestibular
- Um artista (interpretado por Whitman Mayo) coloca-se como um parente do Arnold e Willis, numa tentativa de obter acesso à herança que para eles foram deixados por um antigo vizinho
- Kimberly tem novo amor Roger (que acaba por ser racista) não permitindo que sua irmã ir ao baile à fantasia da sua escola com Willis por causa de sua cor.

Em um episódio sobre os perigos do carona, Kimberly e Arnold foram raptados por um homem enlouquecido (interpretado por Woody Eney), que inicialmente se mostrou como um "Bom Samaritano", um rapaz aparentemente bom, dando os dois um passeio e convidando-os para ir ao seu apartamento. Conrad Bain finaliza esse episódio com uma fala de como um anúncio do serviço público, "Se você souber de um caso de agressão sexual ou uma tentativa de agressão sexual, entre em contato com sua agência de policia local ou instalações de emergência médica".
Na última temporada (quando o show se mudou da NBC para a ABC), um episódio especial de uma hora  girava em torno de Sam ser sequestrado por um pai em luto (interpretado por Royce D. Applegate) para substituir o seu próprio filho morto. Em outro, a família descobriu que Kimberly estava sofrendo de bulimia depois de testemunhar ela comendo um bolo inteiro e em seguida, indo ao banheiro para vomitar.
Há um outro em que Arnold e Sam conhecem uma artista de rua, e ficam amigos dela. Depois de um certo tempo, ela tem uma crise epiléptica, e Sam fica com medo pensando que está morrendo. Os meninos se sentem desconfortáveis em torno de Karen, a artista, e quando eles estão a fazer piadas sobre ela, eles descobrem que a governanta Pearl também tem epilepsia, mas, ao contrário de Karen, tem controle de suas crises tomando medicamentos.

## Docudrama
Em 4 de setembro de 2006, a NBC exibiu um docudrama intitulado Behind the Camera: The Unauthorized Story of Diff'rent Strokes. O filme, que narra a ascensão e queda das estrelas da comédia, também apresenta entrevistas recentes com Coleman e Bridges. Os dois também estrelam o filme brevemente na cena final, ambos de pé diante do túmulo da atriz Dana Plato, que morreu tragicamente em maio de 1999.

## Nomes pelo mundo
| País       | Nome |
| ---------- | --- |
| Espanha    | Arnold |
| Brasil     | Branco e Negro (2005 no Retro Channel) Minha Família é uma Bagunça (2006-2007 na Nickelodeon) Arnold (2009-2015 no SBT)                           |
| Portugal   | Arnold |
| França     | Arnold et Willy (Tradução: Arnold e Willis) |
| Venezuela  | Arnold el travieso (Tradução: Arnold, O Travesso)                                                                                                 |
| Argentina  | Blanco y Negro (Tradução: Branco e Negro) |
| México     | Blanco y Negro |
| Costa Rica | Blanco y Negro |
| Guatemala  | Blanco y Negro |
| Itália     | Harlem contro Manhattan (1980-81), Il mio Amico Arnold (1981-1986), Arnold (depois de 1988) (Tradução: Harlem contra Manhattan, Meu amigo Arnold) |
| Bélgica    | Arnold (70-80s na BRT), Diff'rent Strokes (2009-2010 na VTM)                                                                                      |
| Alemanha   | Noch Fragen Arnold? (Tradução: Mais perguntas Arnold?)                                                                                            |
| Japão      | アーノルド坊やは人気者 (Arnold boya wa ninkimono) (Tradução: o pequeno Arnold é um garoto popular)                                                |
| Taiwan     | 小淘氣 (Tradução: Pequeno Garoto) |
| Israel     | על טעם ועל רי (On taste and smell) (Tradução: No gosto e cheiro)                                                                                  |

## Produção

### Local das Filmagens

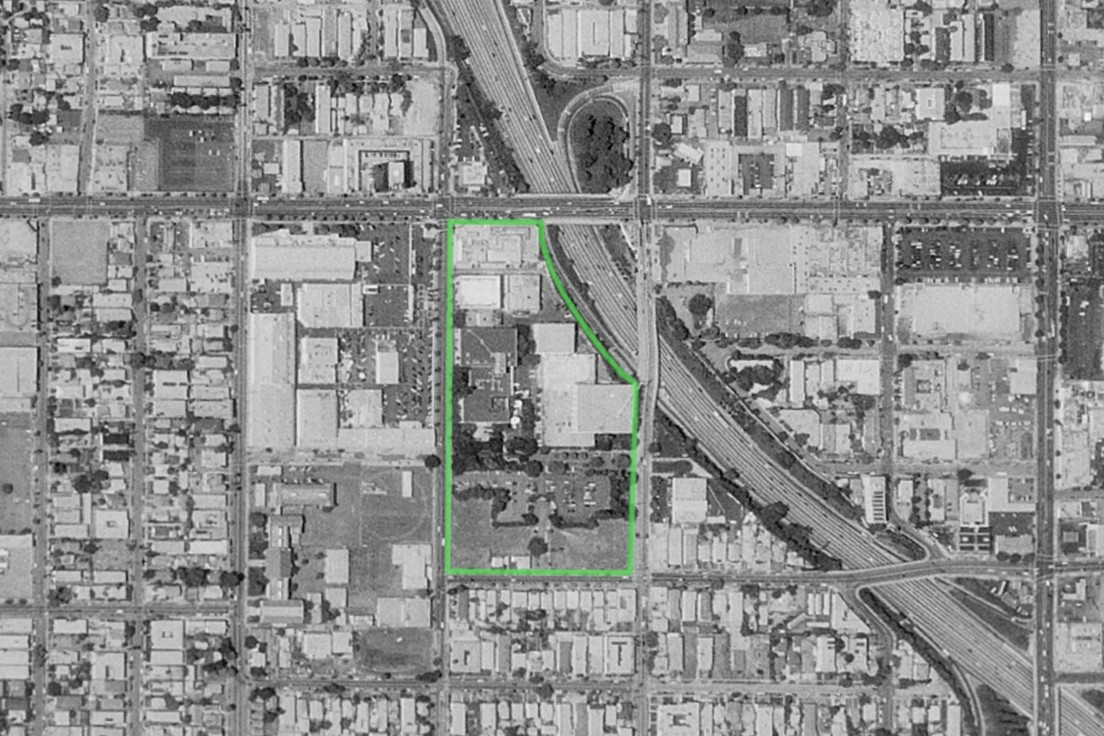
1º Local das Filmagens (Metromedia Square)

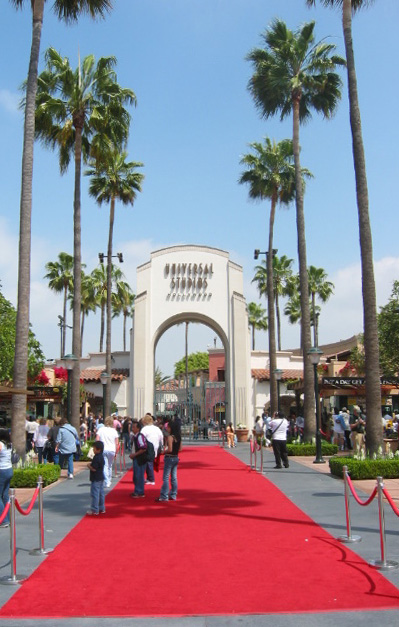
2º Local das Filmagens (Universal Studios)

- ABC Television Center , Los Angeles
- Universal Studios , Los Angeles
- Metromedia Square , Los Angeles

## Prêmios
A série ganhou 2 prêmios e recebeu 30 indicações
| Ano  | Resultado | Prêmio             | Categoria            | Indicado(s)  |
| ---- | --------- | ------------------ | -------------------- | ------------ |
| 1983 | Vencedor  | Young Artist Award | Melhor Ator Infantil | Gary Coleman |
| 1981 | Vencedor  | Young Artist Award | Melhor Ator Infantil | Gary Coleman |

## DVDs
Os Dvds do seriado foram lançados pela Sony Pictures.
| DVD                           | Ep# | Datas de Lançamento    | Datas de Lançamento  | Datas de Lançamento    |
| DVD                           | Ep# | Região 1               | Região 2             | Região 4               |
| ----------------------------- | --- | ---------------------- | -------------------- | ---------------------- |
| A Primeira Temporada Completa | 24  | 14 de Setembro de 2004 | 6 de Outubro de 2008 | 22 de Novembro de 2006 |
| A Segunda Temporada Completa  | 26  | 31 de Janeiro de 2006  | -                    | 4 de Novembro de 2008  |
| Seleção dos Fãs               | 8   | 29 de Setembro de 2009 | -                    | -                      |